# Chaos Born
Chaos Born è il quinto album in studio del gruppo metal finlandese Catamenia, pubblicato nel 2003.

## Tracce
1. Kuolon Tanssi − 4:35
2. Calm Before the Storm − 5:49
3. The Fallen Angel Pt. I (Astaroth & Astarte) − 5:38
4. The Fear's Shadow − 4:33
5. Mirrorized Thoughts − 4:26
6. Lost in Bitterness − 5:56
7. The Era − 1:57
8. The Fallen Angel Pt. II (The Rising) − 4:29
9. One with Sorrow − 4:53
10. Hollow Out − ChaosBorn − 3:58